# UralAZ
UralAZ (ros. УралАЗ, Ура́льский автомоби́льный заво́д; Uralskij Awtomobilnyj Zawod) – rosyjski producent samochodów ciężarowych, który ma swoją siedzibę w mieście Miass w obwodzie czelabińskim. Samochody oferowane są pod marką Ural (ros. Урал).

## Działalność
30 listopada 1941 roku w obawie przed zniszczeniem przez Niemców warsztaty samochodowe im. Józefa Stalina w Moskwie przeniesiono do Miass, w rejonie gór Ural. W 1943 roku rozszerzono profil produkcji, których dotychczas obejmował produkcję silników o produkcję kompletnych pojazdów. 8 lipca 1944 roku została wyprodukowana pierwsza ciężarówka o nazwie Zachar.
W latach 60. powstawały kolejne konstrukcje wojskowe takie jak trzyosiowy Ural-375D, który w latach 80. po modernizacji – wyposażenie w silnik wysokoprężny – otrzymał nazwę Ural-4320.
Przedsiębiorstwo od 2005 roku należy do koncernu GAZ, a priorytetem fabryki jest produkcja wojskowa. UralAZ produkuje pojazdy z napędem na wszystkie koła w konfiguracjach 4×4, 6×6, 8×8 oraz 10×10. Najbardziej popularne pojazdy to Ural-4320 6×6 oraz Ural-532301 8×8 o ładowności odpowiednio 7 i 10 ton. Pojazdy napędzane są silnikiem JaMZ-238B o mocy 300 KM. W 2015 roku została wprowadzona seria ciężarówek – Ural Next o dopuszczalnej masie 38 ton.

## Modele
| - Ural-4320 - Ural-4320-3951-58 - Ural-4320-3111-78 - Ural-4320-3951-58 - Ural-63674 - Ural-6470 - Ural-6464 - Ural-5557 - Ural-55571 - Ural-63685-0110-03 - Ural-583134 - Ural-583109 - Ural-65514 - Ural-65541-10 - Ural Next | - Ural-583106 - Ural-65515 - Ural-3255 - Ural-32552-3013-59 - Ural-32551-3171-59 - Ural-3255-59 - Ural-32551 - Ural-32552 - Ural 32552-47 - Ural-375D - Ural-4320 - Ural-5323 - Ural-63095 Tajfun-U - Ural-5920 |  |

## Galeria

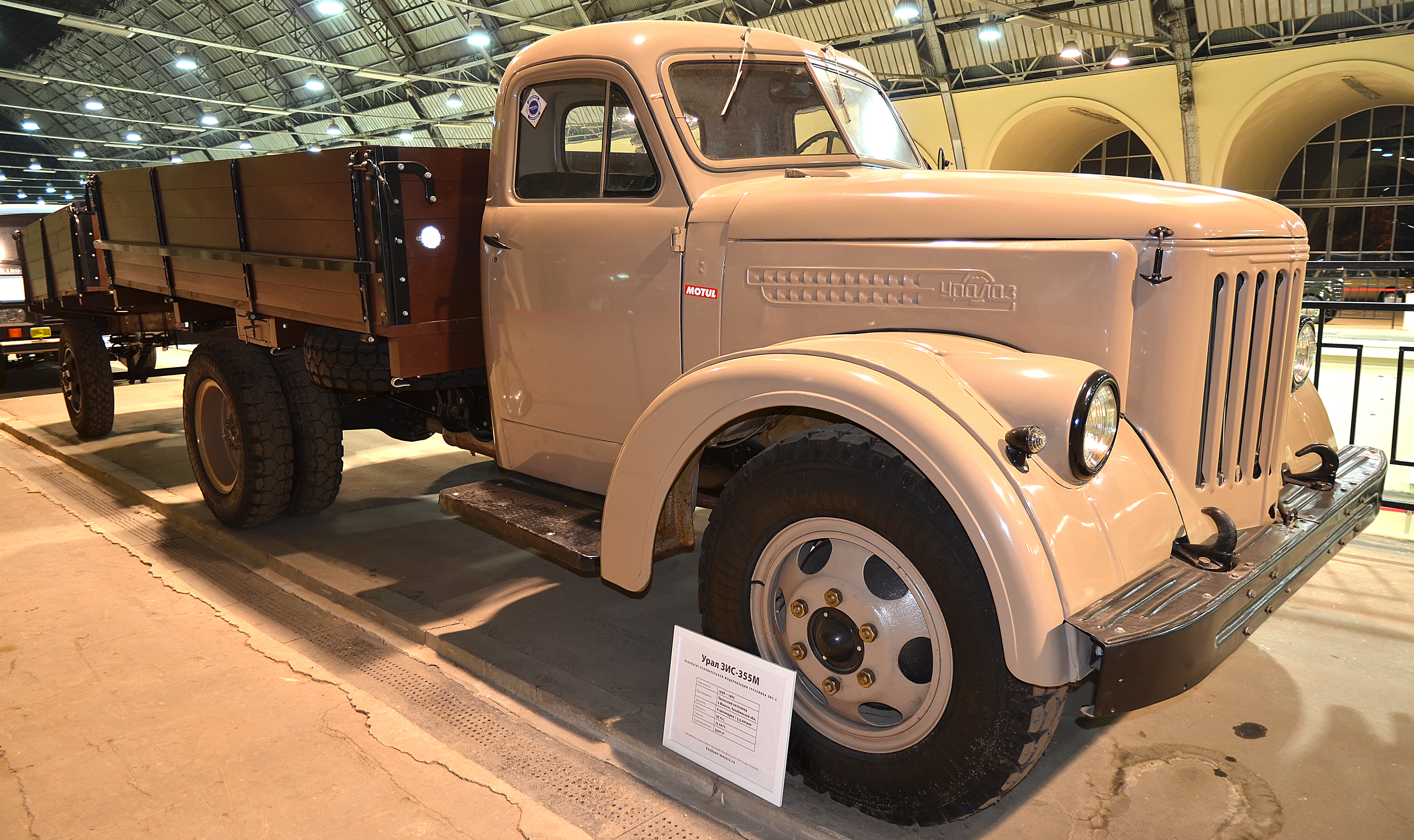
UralZiS-355M
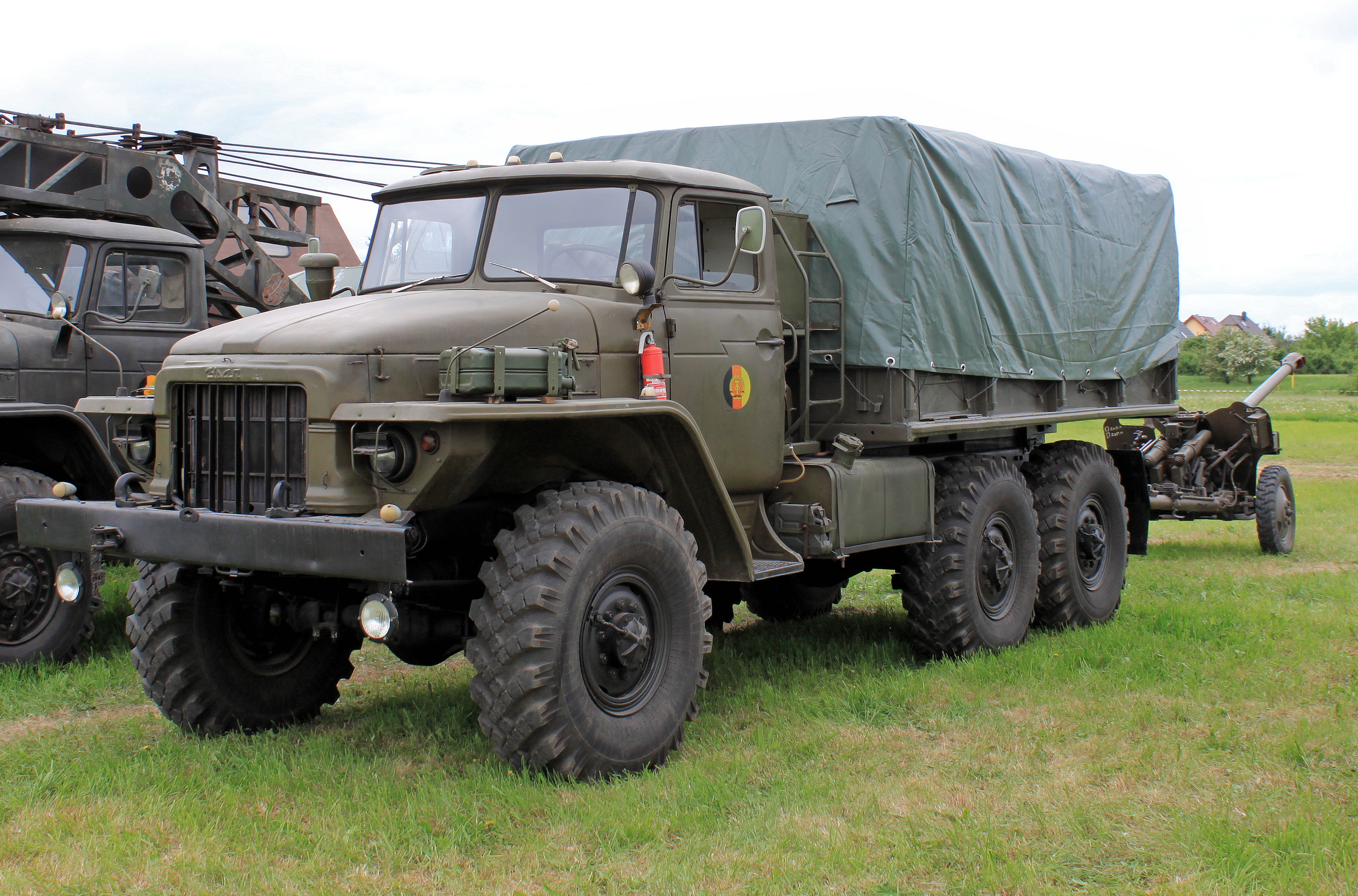
Ural-375
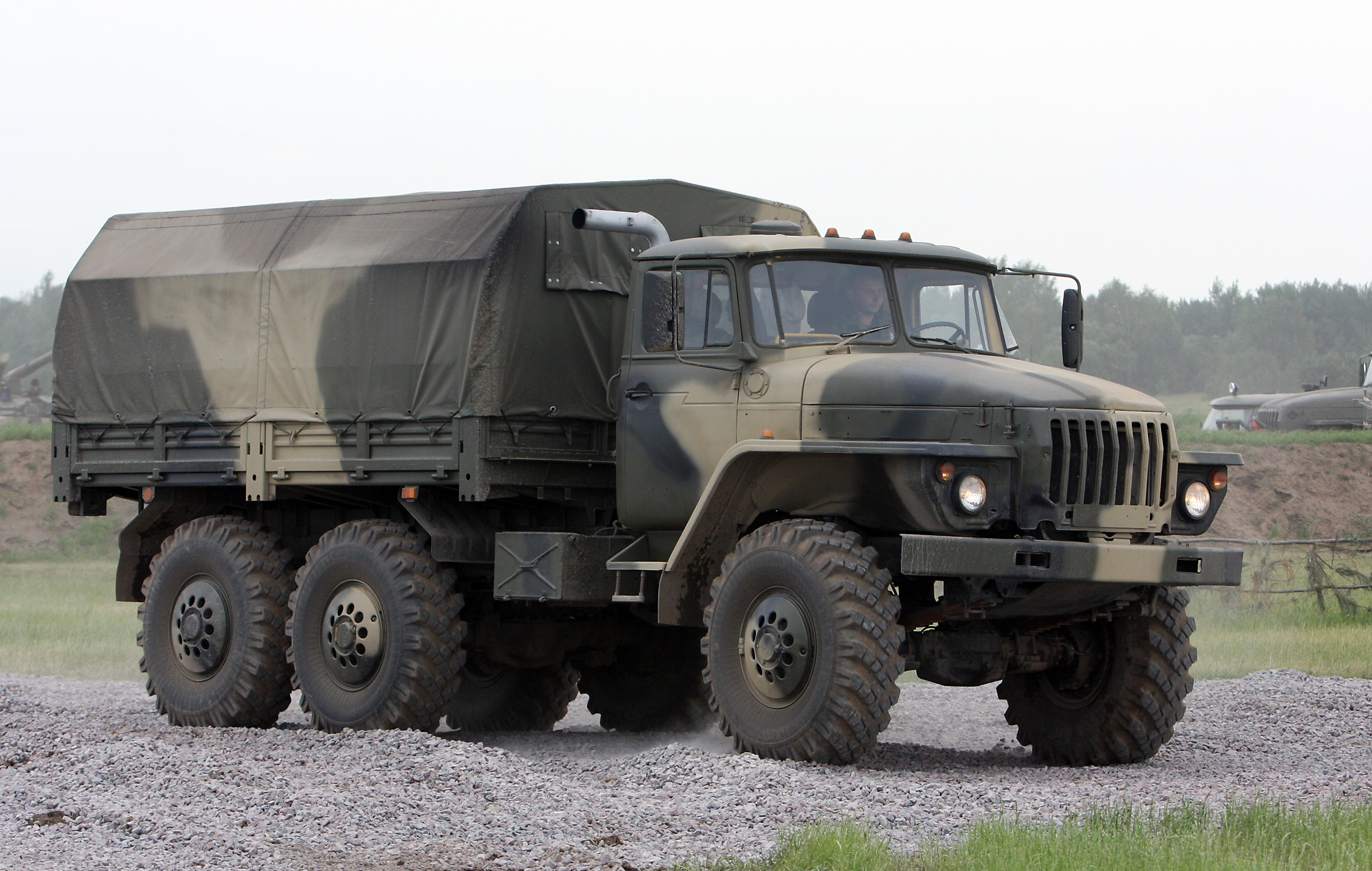
Ural-4320
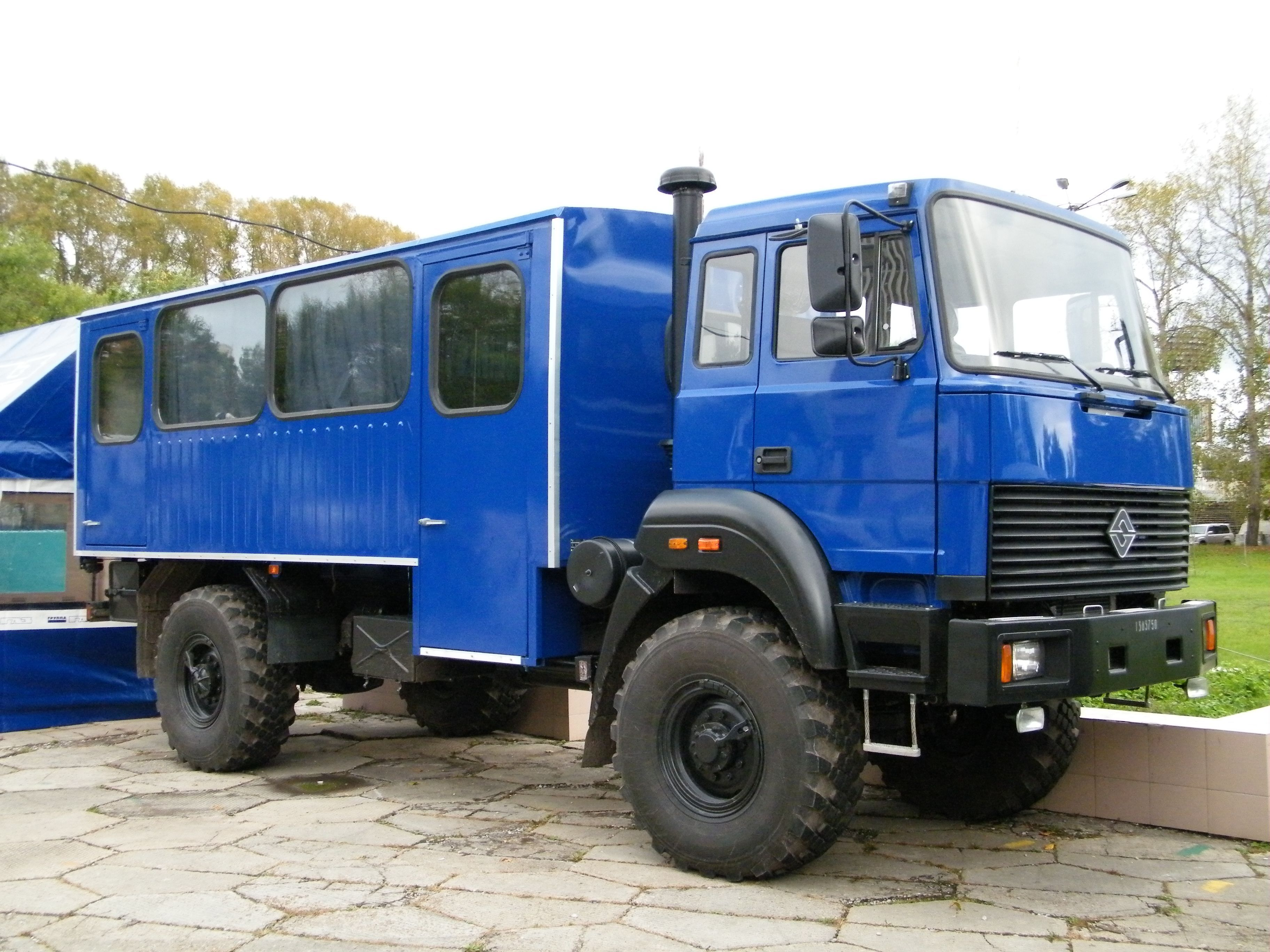
Ural-3255
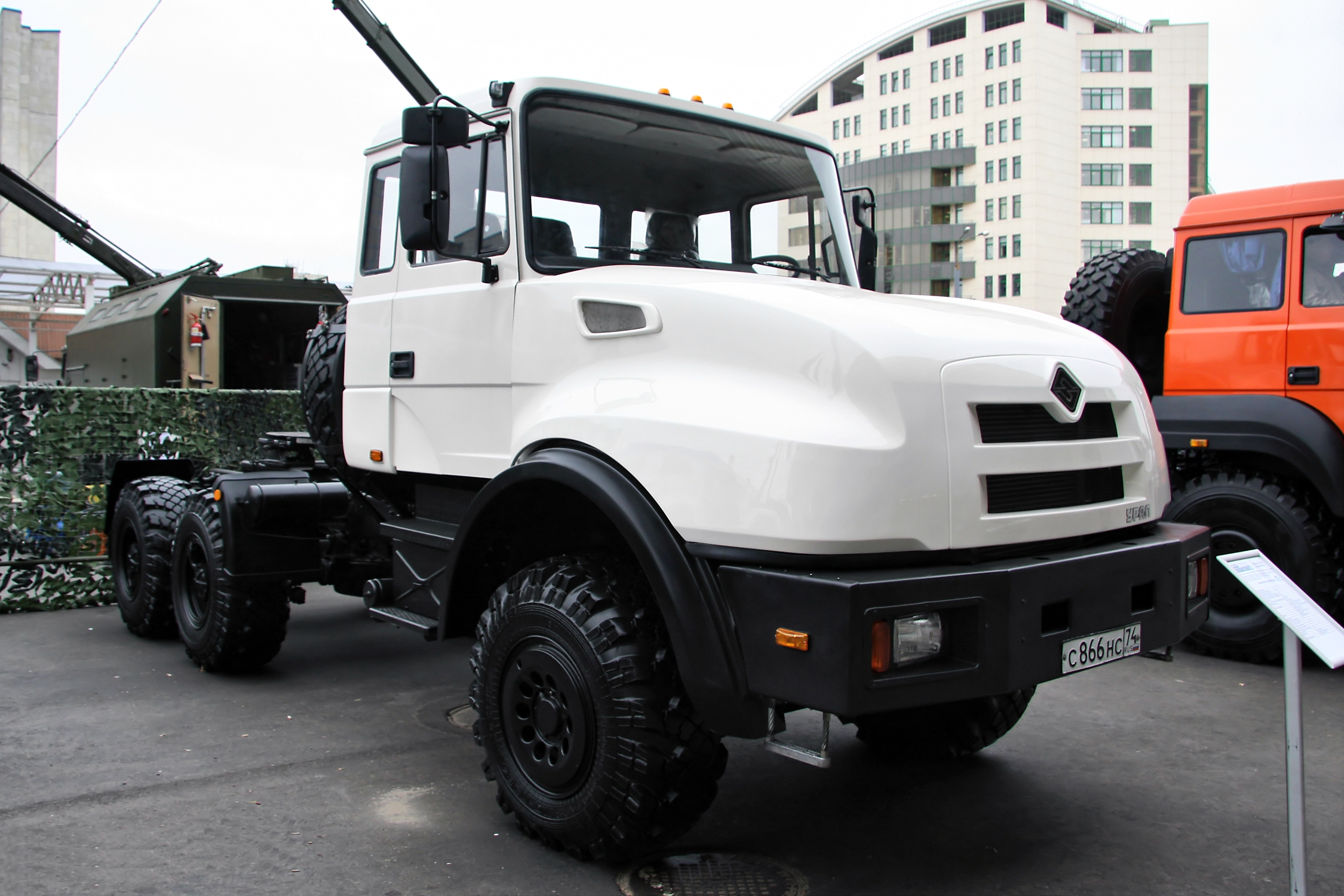
Ural-44202-59
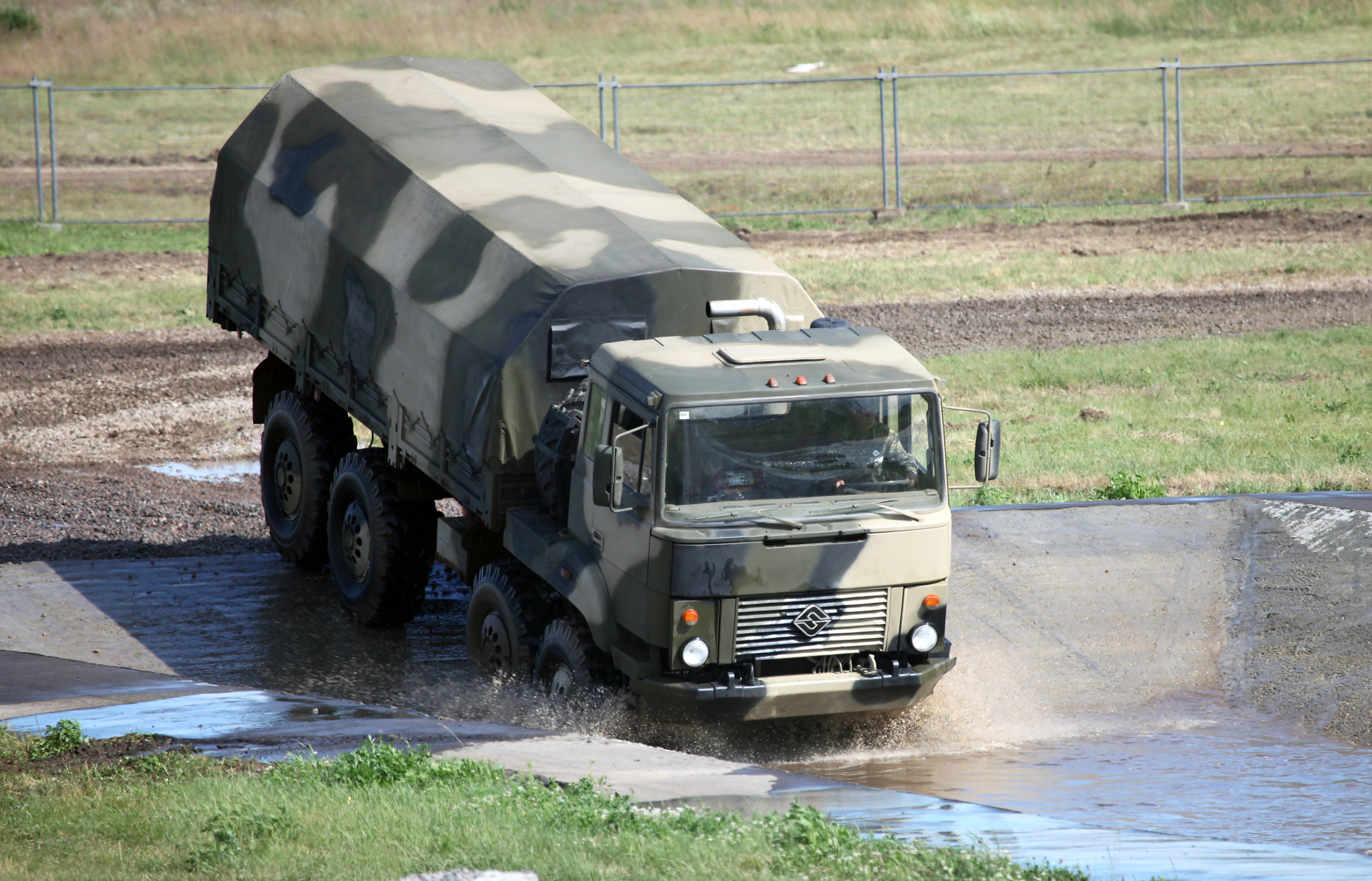
Ural-5323
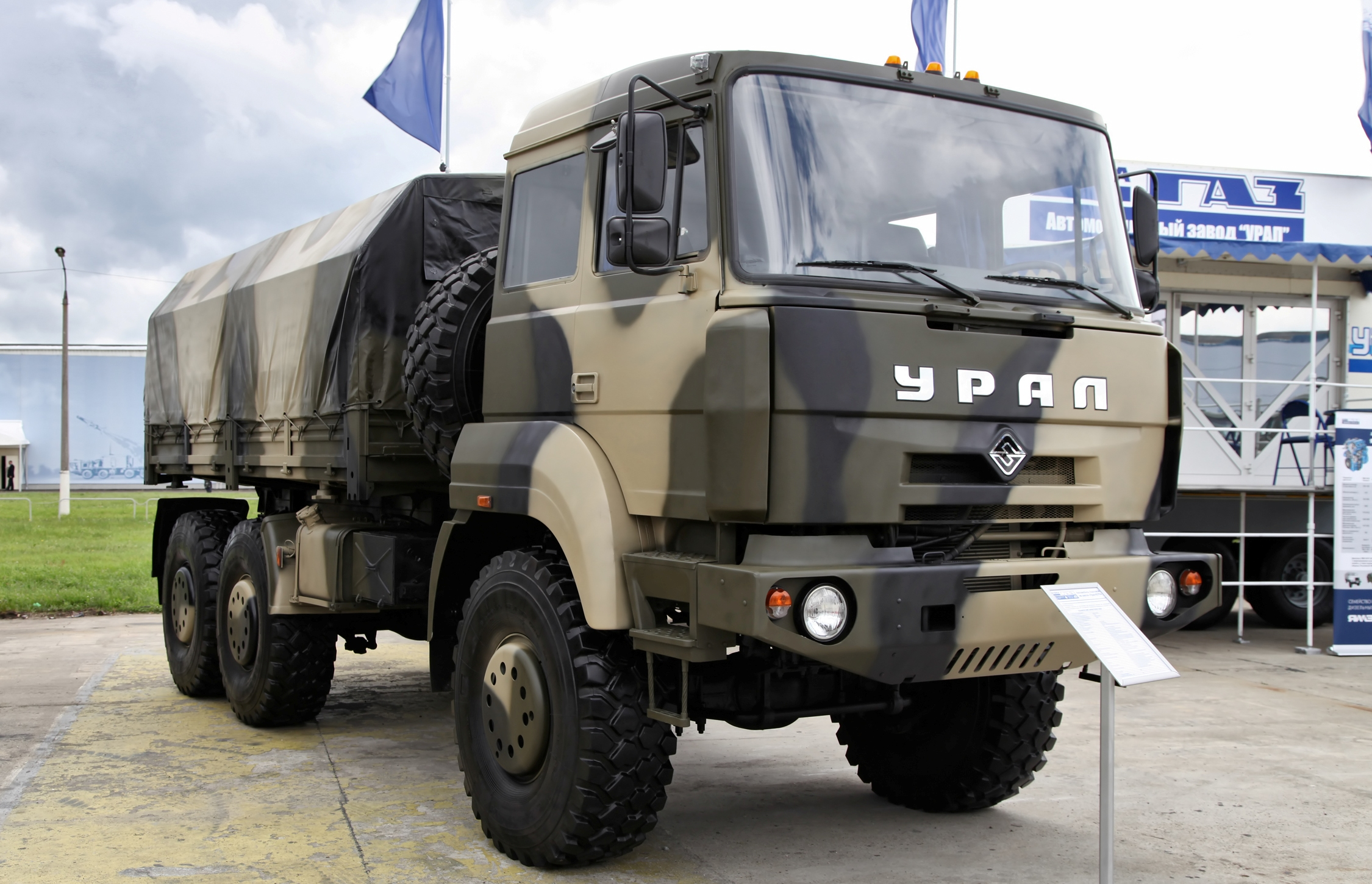
Ural-6370
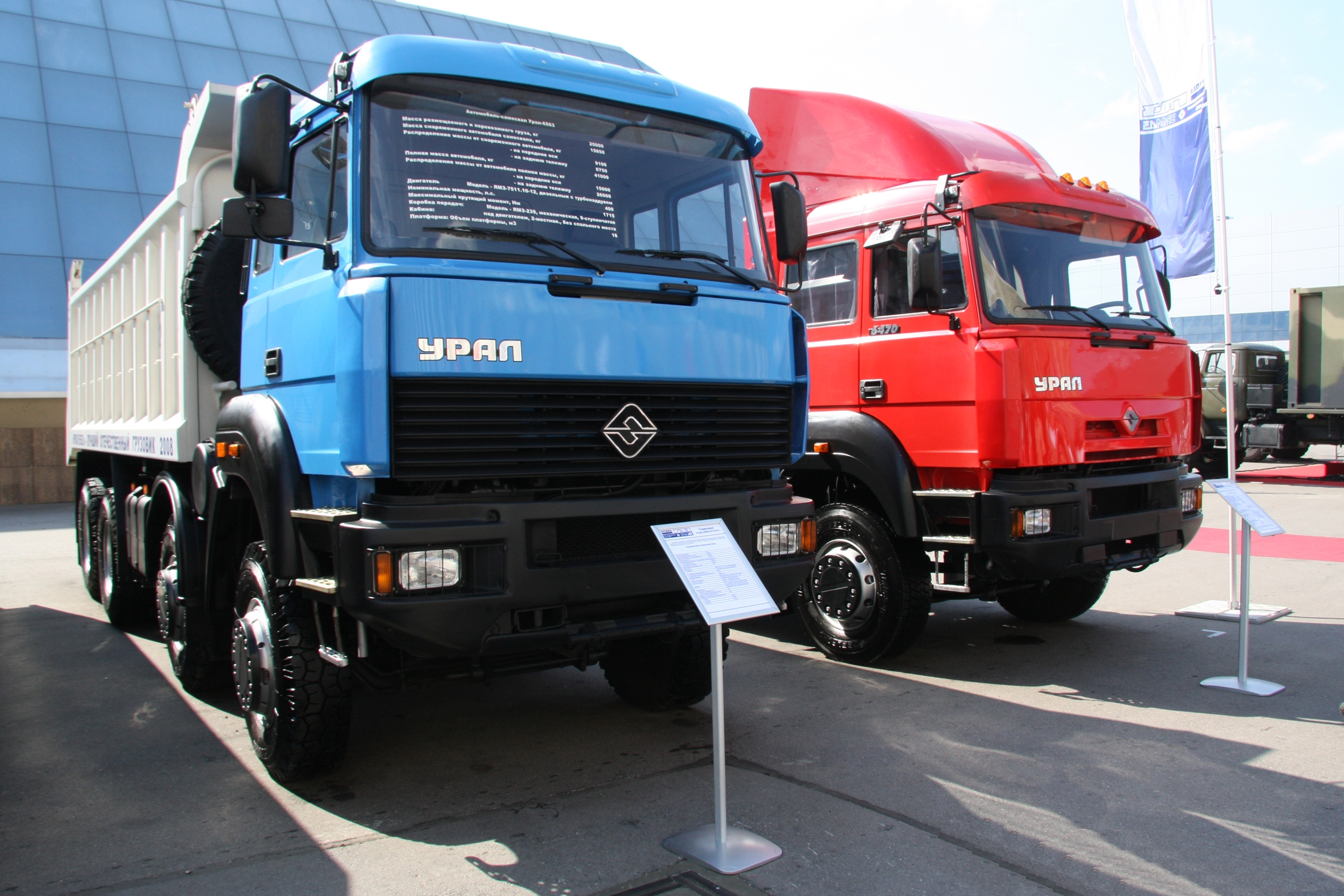
Ural-6563 i 6470
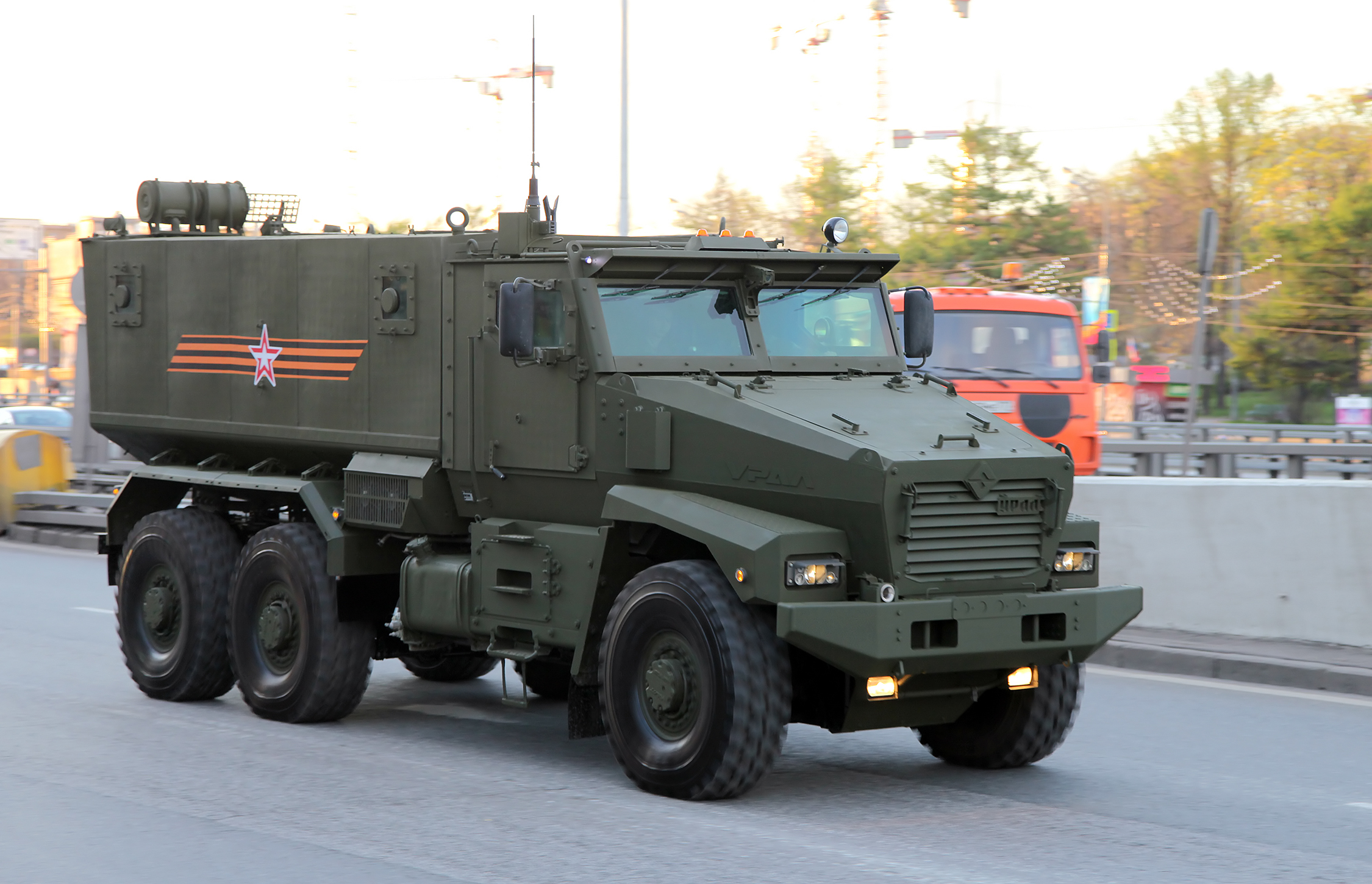
Ural-63095 Tajfun-U
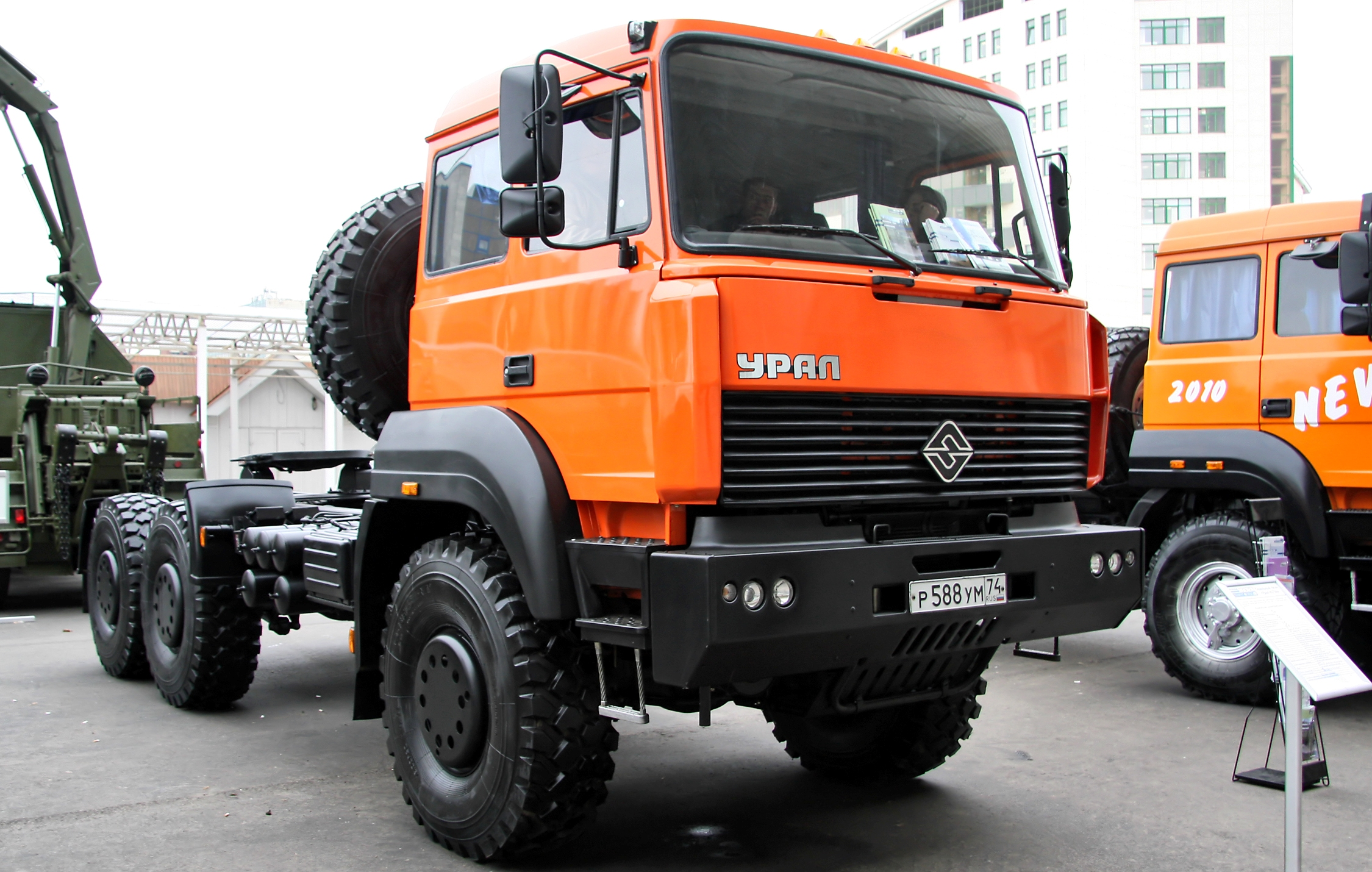
Ural-63704